# Billingsley
Billingsley is een plaats (town) in de Amerikaanse staat Alabama, en valt bestuurlijk gezien onder Autauga County.

## Demografie
Bij de volkstelling in 2010 werd het aantal inwoners vastgesteld op 144.
In 2016 is het aantal inwoners door het United States Census Bureau geschat op 141, een daling van 3 inwoners (2,01%).

## Geografie
Volgens het United States Census Bureau beslaat de plaats een oppervlakte van 3,39 km², geheel bestaande uit land. Billingsley ligt op ongeveer 107 m boven zeeniveau.

## Plaatsen in de nabije omgeving
De onderstaande figuur toont de plaatsen in een straal van 40 km rond Billingsley.